# Señorío de Meirás
El señorío de Meirás fue un título nobiliario español creado, con grandeza de España y carácter personal, el 26 de noviembre de 1975 por el rey Juan Carlos I de España a favor de María del Carmen Polo y Martínez-Valdés.
Su única titular iba a ser María del Carmen Polo y Martínez-Valdés, viuda del general y dictador Francisco Franco. Cuando esta falleció el 6 de febrero de 1988, el título desapareció. Sin embargo, meses más tarde, el título fue reclamado por Francisco Franco y Martínez-Bordiú, nieto de la anterior titular, y al no reclamarlo nadie de la familia que tuviese más derecho al título que él, un mes más tarde el mismo rey Juan Carlos I de España firmó una carta de sucesión para que el nieto mayor de Franco fuese nuevo titular del señorío de Meirás.
El título y su grandeza fueron suprimidos el 21 de octubre de 2022 tras la entrada en vigor de la Ley de Memoria Democrática.

## Denominación

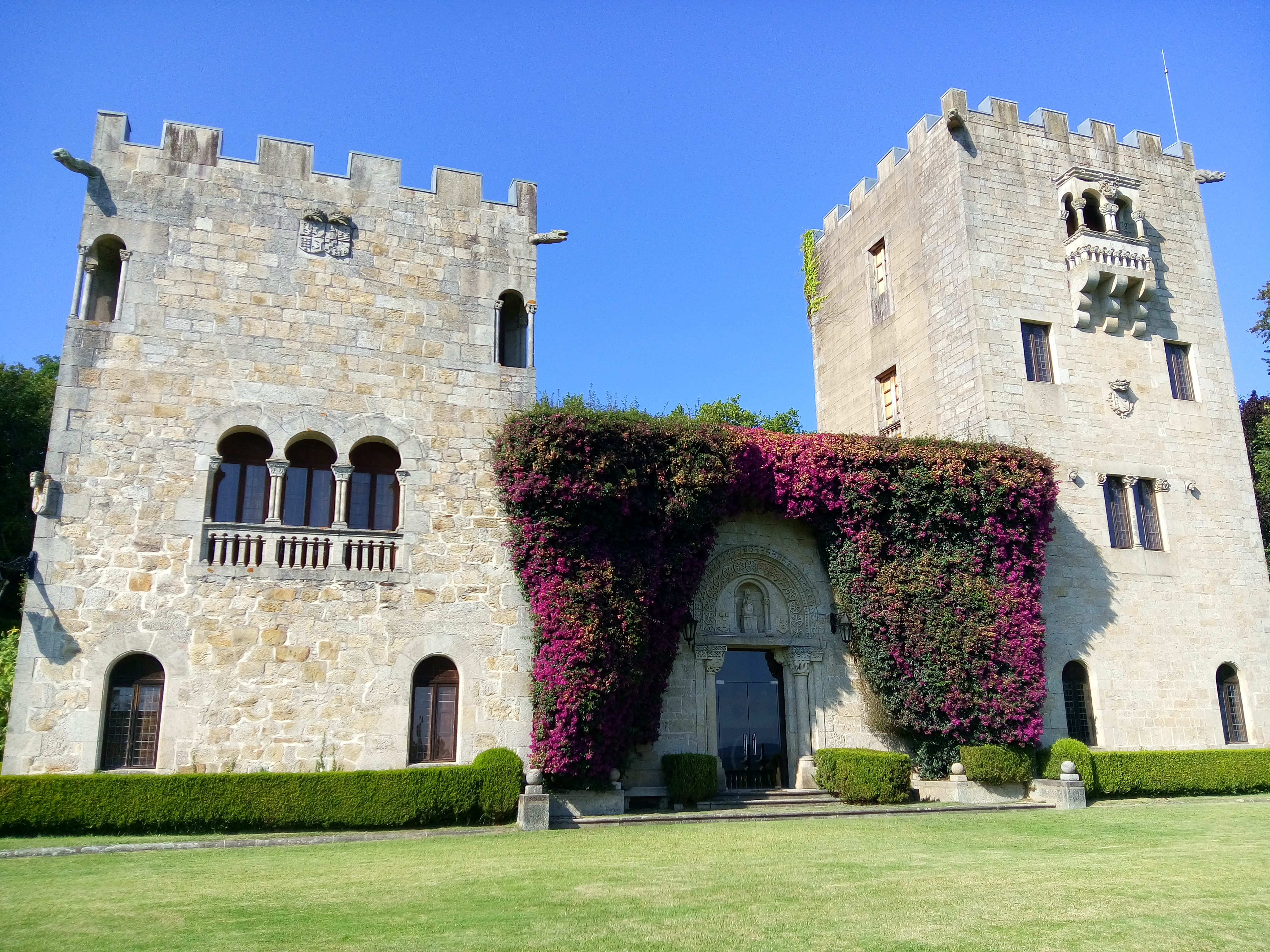
Fachada principal del Pazo de Meirás, el cual da nombre a este señorío

El nombre proviene por el Pazo de Meirás, en Sada, en la provincia de La Coruña, que la familia Franco tenía (hasta el 10 de diciembre de 2020) en Galicia y que disfrutaban como residencia privada.

## Armas
De merced nueva de los de Andrade, las personales de Francisco Franco: en campo de púrpura, una banda, de oro, engolada en dragantes, del mismo metal, y acompañada de dos columnas, la de abajo surmontada de una corona imperial y la leyenda «Plus», y la de arriba de la corona nacional y la leyenda «Ultra».

## Señores de Meirás
|                            | Titular                                 | Periodo                    |
| Creación por Juan Carlos I | Creación por Juan Carlos I              | Creación por Juan Carlos I |
| -------------------------- | --------------------------------------- | -------------------------- |
| I                          | María del Carmen Polo y Martínez-Valdés | 1975-1988                  |
| II                         | Francisco Franco y Martínez-Bordiú      | 1989-2022                  |

## Árbol genealógico
|  |  |  |  |  |  | Francisco Franco (1892–1975)                                                               | Francisco Franco (1892–1975)                                                               | Francisco Franco (1892–1975)                                                               | Francisco Franco (1892–1975)                                                               | Francisco Franco (1892–1975)                                                               | Francisco Franco (1892–1975)                                                               |  |  |  |  | | | Carmen Polo, i señora de Meirás (1900–1988)                                                                               | Carmen Polo, i señora de Meirás (1900–1988)                                                                               | Carmen Polo, i señora de Meirás (1900–1988)                                                                               | Carmen Polo, i señora de Meirás (1900–1988)                                                                               | Carmen Polo, i señora de Meirás (1900–1988)                    | Carmen Polo, i señora de Meirás (1900–1988)                    |  |  |  |  |  |  |  |  |  |  |
|  |  |  |  |  |  | Francisco Franco (1892–1975)                                                               | Francisco Franco (1892–1975)                                                               | Francisco Franco (1892–1975)                                                               | Francisco Franco (1892–1975)                                                               | Francisco Franco (1892–1975)                                                               | Francisco Franco (1892–1975)                                                               |  |  |  |  | | | Carmen Polo, i señora de Meirás (1900–1988)                                                                               | Carmen Polo, i señora de Meirás (1900–1988)                                                                               | Carmen Polo, i señora de Meirás (1900–1988)                                                                               | Carmen Polo, i señora de Meirás (1900–1988)                                                                               | Carmen Polo, i señora de Meirás (1900–1988)                    | Carmen Polo, i señora de Meirás (1900–1988)                    |  |  |  |  |  |  |  |  |  |  |
|  |  |  |  |  |  |                                                                                            |                                                                                            |                                                                                            |                                                                                            |                                                                                            |                                                                                            |  |  |  |  | | | | | | |                                                                |                                                                |  |  |  |  |  |  |  |  |  |  |
|  |  |  |  |  |  |                                                                                            |                                                                                            |                                                                                            |                                                                                            |                                                                                            |                                                                                            |  |  |  |  | | | | | | |                                                                |                                                                |  |  |  |  |  |  |  |  |  |  |
|  |  |  |  |  |  | Carmen Franco y Polo, i duquesa de Franco (1926–2017)                                      | Carmen Franco y Polo, i duquesa de Franco (1926–2017)                                      | Carmen Franco y Polo, i duquesa de Franco (1926–2017)                                      | Carmen Franco y Polo, i duquesa de Franco (1926–2017)                                      | Carmen Franco y Polo, i duquesa de Franco (1926–2017)                                      | Carmen Franco y Polo, i duquesa de Franco (1926–2017)                                      |  |  |  |  | | | Cristóbal Martínez-Bordiú, x marqués de Villaverde (1922–1998)                                                            | Cristóbal Martínez-Bordiú, x marqués de Villaverde (1922–1998)                                                            | Cristóbal Martínez-Bordiú, x marqués de Villaverde (1922–1998)                                                            | Cristóbal Martínez-Bordiú, x marqués de Villaverde (1922–1998)                                                            | Cristóbal Martínez-Bordiú, x marqués de Villaverde (1922–1998) | Cristóbal Martínez-Bordiú, x marqués de Villaverde (1922–1998) |  |  |  |  |  |  |  |  |  |  |
|  |  |  |  |  |  | Carmen Franco y Polo, i duquesa de Franco (1926–2017)                                      | Carmen Franco y Polo, i duquesa de Franco (1926–2017)                                      | Carmen Franco y Polo, i duquesa de Franco (1926–2017)                                      | Carmen Franco y Polo, i duquesa de Franco (1926–2017)                                      | Carmen Franco y Polo, i duquesa de Franco (1926–2017)                                      | Carmen Franco y Polo, i duquesa de Franco (1926–2017)                                      |  |  |  |  | | | Cristóbal Martínez-Bordiú, x marqués de Villaverde (1922–1998)                                                            | Cristóbal Martínez-Bordiú, x marqués de Villaverde (1922–1998)                                                            | Cristóbal Martínez-Bordiú, x marqués de Villaverde (1922–1998)                                                            | Cristóbal Martínez-Bordiú, x marqués de Villaverde (1922–1998)                                                            | Cristóbal Martínez-Bordiú, x marqués de Villaverde (1922–1998) | Cristóbal Martínez-Bordiú, x marqués de Villaverde (1922–1998) |  |  |  |  |  |  |  |  |  |  |
|  |  |  |  |  |  |                                                                                            |                                                                                            |                                                                                            |                                                                                            |                                                                                            |                                                                                            |  |  |  |  | | | | | | |                                                                |                                                                |  |  |  |  |  |  |  |  |  |  |
|  |  |  |  |  |  |                                                                                            |                                                                                            |                                                                                            |                                                                                            |                                                                                            |                                                                                            |  |  |  |  | | | | | | |                                                                |                                                                |  |  |  |  |  |  |  |  |  |  |
|  |  |  |  |  |  | Francisco Franco y Martínez-Bordiú, ii señor de Meirás, xi marqués de Villaverde (n. 1954) | Francisco Franco y Martínez-Bordiú, ii señor de Meirás, xi marqués de Villaverde (n. 1954) | Francisco Franco y Martínez-Bordiú, ii señor de Meirás, xi marqués de Villaverde (n. 1954) | Francisco Franco y Martínez-Bordiú, ii señor de Meirás, xi marqués de Villaverde (n. 1954) | Francisco Franco y Martínez-Bordiú, ii señor de Meirás, xi marqués de Villaverde (n. 1954) | Francisco Franco y Martínez-Bordiú, ii señor de Meirás, xi marqués de Villaverde (n. 1954) |  |  |  |  | Carmen Martínez-Bordiú ii duquesa de Franco, exduquesa consorte de Cádiz (n. 1951) (Con sucesión en los duques de Franco) | Carmen Martínez-Bordiú ii duquesa de Franco, exduquesa consorte de Cádiz (n. 1951) (Con sucesión en los duques de Franco) | Carmen Martínez-Bordiú ii duquesa de Franco, exduquesa consorte de Cádiz (n. 1951) (Con sucesión en los duques de Franco) | Carmen Martínez-Bordiú ii duquesa de Franco, exduquesa consorte de Cádiz (n. 1951) (Con sucesión en los duques de Franco) | Carmen Martínez-Bordiú ii duquesa de Franco, exduquesa consorte de Cádiz (n. 1951) (Con sucesión en los duques de Franco) | Carmen Martínez-Bordiú ii duquesa de Franco, exduquesa consorte de Cádiz (n. 1951) (Con sucesión en los duques de Franco) |                                                                |                                                                |  |  |  |  |  |  |  |  |  |  |
|  |  |  |  |  |  | Francisco Franco y Martínez-Bordiú, ii señor de Meirás, xi marqués de Villaverde (n. 1954) | Francisco Franco y Martínez-Bordiú, ii señor de Meirás, xi marqués de Villaverde (n. 1954) | Francisco Franco y Martínez-Bordiú, ii señor de Meirás, xi marqués de Villaverde (n. 1954) | Francisco Franco y Martínez-Bordiú, ii señor de Meirás, xi marqués de Villaverde (n. 1954) | Francisco Franco y Martínez-Bordiú, ii señor de Meirás, xi marqués de Villaverde (n. 1954) | Francisco Franco y Martínez-Bordiú, ii señor de Meirás, xi marqués de Villaverde (n. 1954) |  |  |  |  | Carmen Martínez-Bordiú ii duquesa de Franco, exduquesa consorte de Cádiz (n. 1951) (Con sucesión en los duques de Franco) | Carmen Martínez-Bordiú ii duquesa de Franco, exduquesa consorte de Cádiz (n. 1951) (Con sucesión en los duques de Franco) | Carmen Martínez-Bordiú ii duquesa de Franco, exduquesa consorte de Cádiz (n. 1951) (Con sucesión en los duques de Franco) | Carmen Martínez-Bordiú ii duquesa de Franco, exduquesa consorte de Cádiz (n. 1951) (Con sucesión en los duques de Franco) | Carmen Martínez-Bordiú ii duquesa de Franco, exduquesa consorte de Cádiz (n. 1951) (Con sucesión en los duques de Franco) | Carmen Martínez-Bordiú ii duquesa de Franco, exduquesa consorte de Cádiz (n. 1951) (Con sucesión en los duques de Franco) |                                                                |                                                                |  |  |  |  |  |  |  |  |  |  |
|  |  |  |  |  |  | Francisco Franco y Suelves (n. 1982)                                                       |                                                                                            |                                                                                            |                                                                                            |                                                                                            |                                                                                            |  |  |  |  | | | | | | |                                                                |                                                                |  |  |  |  |  |  |  |  |  |  |